# 渋谷慶一郎
渋谷 慶一郎（しぶや けいいちろう、1973年5月12日 - ）日本の音楽家、作曲家、自身による舞台作品のプロデュースを手がける。東京藝術大学作曲科卒業。父は社会学者の渋谷重光。妻はモデル・アーティストのmaria（2008年6月に30歳で死去）。

## 略歴
2002年に音楽レーベルATAKを設立。作品は先鋭的な電子音楽作品からピアノソロ、オペラ、オーケストラ、映画音楽、サウンドインスタレーションまで多岐にわたる。
2012年、初音ミク主演による人間不在のボーカロイド・オペラ『THE END』を発表。同作は、2013年にパリ シャトレ座で公演されて以降、世界中で上演された。2018年にはAIを搭載した人型アンドロイドがオーケストラを指揮しながら歌うアンドロイド・オペラ『Scary Beauty』を発表。
2020年には映画『ミッドナイトスワン』の音楽を担当、第75回毎日映画コンクール音楽賞、第30回日本映画批評家大賞映画音楽賞を受賞。
2021年には新国立劇場の委嘱により、アンドロイドとオペラ歌手やバレエダンサー、視覚や聴覚に障害を持つ子供たちの合唱とともに作られた新作オペラ「Super Angels」（指揮・大野和士、脚本・島田雅彦）を作曲。
2022年3月にはドバイ万博にて、アンドロイドと1200年の歴史を持つ仏教音楽・声明、UAE現地のオーケストラとのコラボレーション作品 アンドロイド・オペラ「MIRROR」を世界初演。
2022年4月、蜷川実花監督映画「xxxHOLiC」の音楽を担当、アルバム「ATAK025 xxxHOLiC」を発表。
大阪芸術大学に「Android and Music Science Laboratory (AMSL)」を開設、ロボット研究者の石黒浩やコンピュータ音楽家の今井慎太郎らと共に客員教授に就任。新生アンドロイド・オルタ4が誕生、ラボの設計を建築家・妹島和世が務める。
また、これまでにフランスのパレ・ド・トーキョーでアーティストの杉本博司、パリ・オペラ座でエトワールのジェレミー・ベランガールとなど数多くのコラボレーションを発表。世界的な人工生命の研究者である池上高志とは15年に及ぶノイズや立体音響による協働、開発を行なっている。
作品を通して人間とテクノロジー、生と死の境界領域を問いかけている。

### 年譜
- 2002年 レーベルATAKを設立。
- 2004年 自身初のソロアルバム「ATAK000 keiichiro shibuya」をリリース。
- 2006年 東京大学の非常勤講師[1]
- 2007年 東京芸術大学の非常勤講師。
- 2009年9月11日 自身初のピアノソロアルバム「ATAK015 for maria」をリリース。
- 2010年
  - テレビドラマ『SPEC〜警視庁公安部公安第五課 未詳事件特別対策係事件簿〜』の音楽を担当。荒川修作の映画『死なない子供、荒川修作』のサントラを担当。

- 2011年
  - evalaと共にラップトップ・デュオを組み、ダンスミュージックイベントATAK Dance Hall（ADH）を開始[2]。
  - 恵比寿のgallery kokoにて「MASSIVE LIFE FLOW」と題された公開音楽制作を実施[3]。
  - 6月11日 津田大介主催の「SHARE FUKUSHIMA」で、七尾旅人と共演[4]。

- - 9月10日 「TAICOCLUB camps'11 」に出演。
- 2012年
  - 8月11日 「FREEDOMMUNE 0＜ZERO＞」にATAK Dance Hallとして出演。
  - 9月26日、ジョン・ケージ生誕100年記念コンサート「One(X) Cage→Today」をプロデュース[5]。（参加ミュージシャン Salyu、辺見康孝、多井智紀、飴屋法水、evala、康本雅子、アレッシオ・シルベストリン）
  - 12月、初音ミク主演による世界初の映像とコンピュータ音響による人間不在のボーカロイド・オペラ「THE END」を山口情報芸術センター（YCAM）で制作、発表。初音ミク及び渋谷慶一郎の衣装をルイ・ヴィトンが担当した
- 2013年5月、東京・渋谷のBunkamura・オーチャードホールにて、「THE END」東京公演を開催。同年11月には、パリ・シャトレ座にて「THE END」パリ公演を開催。また、同時にCD作品として『ATAK020 THE END』 をソニーミュージック、およびソニーミュージック・フランスから発表。
- 2014年
  - 2月、六本木一帯で開催されるMEDIA AMBITION TOKYO のプログラムの一環として、渋谷慶一郎プロデュース 「Digitally Show(デジタリー・ショウ)」[6]を行った。
  - 4月、パリのパレ・ド・トーキョーで開催された現代美術家・杉本博司の個展に合わせて、杉本とのコラボレーション・コンサート「ETRANSIENT」公演を開催。同年10月には、昨年THE ENDパリ公演を開催したシャトレ座にて、ピアノとコンピュータによるソロ・コンサートを開催。
- 2015年
  - 2月、パリのパレ・ド・トーキョーでの「Humain trop humain [Journée Thématique]」でロボット学者・石黒浩とのコラボレーションにより人型アンドロイド・コウカロイドとの共演によるコンサート、デモンストレーションを行った。
  - 6月、オランダ・アムステルダムの「Holland Festival（ホーランドフェスティバル）」[7]からの招聘により、ボーカロイド・オペラ「THE END」アムステルダム公演を開催。
  - 6月、パリのパレ・ド・トーキョーでパリ・オペラ座のダンサーたちとのコラボレーションによる公演「THE WAY OF THE RABBIT」に唯一の音楽家として参加。
  - 9月、完全アンプラグドのピアノソロ・コンサート「Playing Piano with No Speakers」を、永福町のソノリウムで開催。
  - 10月、TAE ASHIDAの2016年春夏コレクションのショー音楽を担当し、ライブ出演した。11月にはパリ・テアトルサブロンにおいてダンサー、コンテンポラリーアートとのコラボレーションによる公演「Le Labyrinthe Intangible」[8]に出演。
  - 12月、日本でのピアノソロによるコンサートツアーを敢行。年末には青山スパイラルホールにてピアノソロ・コンサート「Playing Piano with Speakers for Reverbs Only」を行った。
- 2016年
  - 1月、2016-17年秋冬コレクション「EROS」でPIGALLEのショー音楽を手掛け、ライブパフォーマンスを行い、同年4月、日本国内における初プレゼンテーションも1月のパリ同様に音楽を担当。
  - 2月、2014年に続いて2回目のMEDIA AMBITION TOKYO オープニングライブ「Digitally Show」[9]を行った。
  - 5月、「Parade for The End of The World/work in progress」[10]が、パリのMaison de la Culture du Japon a Paris（日本文化会館）にて初演された。1917年にパリ・シャトレ座で上演された「Parade」上演から来年で100年を迎えるため、その現代版を作るプロジェクトとして出発した。
  - 8月、ドイツ・ハンブルクの「Kampnagel - INTERNATIONAL SUMMER FESTIVAL HAMBURG（カンプナーゲル - インターナショナル・サマー・フェスティバル・ハンブルク）」[11]と、デンマーク・オーフスの「Aarhus Festuge（オーフス・フェスティバル）」[12]で、ボーカロイド・オペラ「THE END」ヨーロッパツアーを実施。
- 2017年7月、オーストラリアで開催されたアートフェスティバル「OzAsia Festival（オズアジア・フェスティバル）」にて、渋谷慶一郎が作曲、指揮、ピアノを担当し、アンドロイドのソロ・ボーカリストとオーケストラの共演による新作『Scary Beauty（スケアリー・ビューティ）』のプロトタイプとなる公演を行った。
- 2018年7月、ALIFE 2018（人工生命国際学会）のパブリック・プログラムとして日本科学未来館（東京・お台場）にて、昨年2017年にオーストラリアでプロトタイプから新しいバージョンにアップデートした作品としてアンドロイド・オペラ『Scary Beauty（スケアリー・ビューティ）』[13]を世界初演。
- 2019年
  - 3月、ドイツ・デュッセルドルフに拠点を置き、パフォーミングアーツに力を入れるtanzhaus nrw主催のフェスティバル「Hi, Robot! Mensch Maschine Festival」のオープニング公演としてアンドロイド・オペラ『Scary Beauty（スケアリー・ビューティ）』[13]が上演。
  - 9月、オーストリア・リンツで開催されたメディアアートの祭典「アルスエレクトロニカ・フェスティバル2019」のプログラム「AI x Music」の一環として、高野山に伝わる南山進流声明の演奏家・藤原栄善とのコラボレーションによる新作「Heavy Requiem」[14]を発表。
- 2020年
  - 1月、アラブ首長国連邦の文化首都シャルジャに拠点を置く現代美術および文化財団 シャルジャ・アートファンデーション主催のフェスティバル”Inter-Resonance: Inter-Organics Japanese Performance and Sound Art”[15]のフィナーレとしてアンドロイド・オペラ『Scary Beauty（スケアリー・ビューティ）』[16]が上演された。
  - 9月、草彅剛主演・内田英治監督の映画「ミッドナイトスワン」の音楽を担当、予告編はYouTube再生再生回数が500万回を超え、映画のサウンドトラックを再構成したピアノソロ・アルバム「ATAK024 Midnight Swan」も大きく注目を集めた。
- 2021年
  - 2月、映画「ミッドナイトスワン」の音楽で第75回毎日映画コンクール音楽賞受賞。3月には第30回日本映画批評家大賞、映画音楽賞を受賞。
  - 10月、名古屋大学創基150周年記念特別企画にて、アンドロイド・オペラ「Scary Beauty」を名古屋フィルハーモニーと共演。
  - 12月、蜷川実花監督映画「HOLiC」の音楽を担当、来春公開予定に発表。
- 2022年
  - 3月、ドバイ万博にてアンドロイドと1200年の歴史を持つ仏教音楽・声明、UAE現地のオーケストラとのコラボレーションによるアンドロイド・オペラ「MIRROR」を世界初演。
  - 4月、蜷川実花監督映画「xxxHOLiC」の音楽を担当、アルバム「ATAK025 xxxHOLiC」を発表。
  - 同時期には大阪芸術大学に「Android and Music Science Laboratory (AMSL)」を開設、ロボット研究者の石黒浩やコンピュータ音楽家の今井慎太郎らと共に客員教授に就任。新生アンドロイド・オルタ４が誕生、ラボの設計を建築家・妹島和世が務める。
  - 8月、GUCCIのキャンペーンフィルム「KAGUYA BY GUCCI」の音楽を担当、ヴォーカルにオルタ４を迎え映像にも出演。
  - 12月、香取慎吾 個展「WHO AM I」の会場音楽を担当。
- 2023年
  - 5月 東京都庭園美術館にて館長である妹島和世氏のキュレーションで開催されたPRADA MODEにて、日本庭園でのサウンドインスタレーションとシンセサイザーによる演奏、そして西洋庭園でのオルタ４との共演、また朝吹真理子氏との対談に出演。
  - 6月21-23日の3日間、パリ・シャトレ座にてアンドロイド・オペラ『MIRROR』の70分で構成される完全版を世界初演。アンドロイドオルタ４、高野山声明、そして現地のオーケストラAppassionatoと共演。TV、新聞など現地メディアでも大きく取り上げられた。
  - 7月テレビ朝日系列報道ステーションに出演。ChatGPTで生成された歌詞を歌うAIアンドロイド・オルタ４との生演奏が大きな話題となった。
- 2024年
  - 4月 イタリア・ミラノデザインウィークにてLEXUSの展示でサウンドインスタレーションを発表
  - 6月 アンドロイド・オペラ東京公演

## 受賞
- 第75回（2020年）毎日映画コンクール 音楽賞（『ミッドナイトスワン』）[17]
- 第30回（2020年）日本映画批評家大賞 映画音楽賞（『ミッドナイトスワン』）[17]

## 作品

### アルバム
| 発売日                     | タイトル                                                       | 規格品番            | 備考 |
| -------------------------- | -------------------------------------------------------------- | ------------------- | --- |
| 2004年12月18日             | ATAK000                                                        | ATAK-1000           | |
| 2006年 2011年2月1日        | ATAK008                                                        | ATAK-008            | 渋谷慶一郎 / Norbert Moslang / 中村としまる |
| 2007年2月14日 2011年2月1日 | ATAK010 filmachine phonics                                     | ATAK-010            | |
| 2011年2月1日               | ATAK011 LIVE DVD ATAK NIGHT 3                                  | ATAK-011            | Pan Sonic, Keiichiro Shibuya, Haino Keiji, Goem, evala |
| 2009年9月11日 2011年2月1日 | ATAK015 for maria                                              | ATAK-015            | 初のピアノソロ |
| 2010年1月6日               | アワーミュージック                                             | RZCM-46435          | 相対性理論 / 渋谷慶一郎 |
| 2011年9月28日              | ATAK000＋                                                      | ATAK-1001           | ATAK000の再発盤 リマスタリング、二曲の新曲の追加が行われている |
| 2012年2月15日              | ATAK017 Sacrifice Soundtrack for Seiji “Fish on Land”          | ATAK-017            | Keiichiro Shibuya、OVAL 、Mika Vainio (ex.Pan sonic)、evala、 Ametsub、Daido Manabe、Marihiko Hara、Seiichi Nagai） 「セイジ -陸の魚-」（2012年）サウンドトラック |
| 2012年4月25日              | ATAK018 Soundtrack for Memories of Origin Hiroshi Sugimoto     | ATAK-018            | 「はじまりの記憶 杉本博司」サウンドトラック |
| 2013年10月30日             | ATAK019 Soundtrack for Children who won't die, Shusaku Arakawa | ATAK-019            | 「死なない子供、荒川修作」サウンドトラック |
| 2012年12月26日             | イニシエーション / 渋谷慶一郎+東浩紀 feat. 初音ミク            | MHCL-2205 MHCL-2207 | 東浩紀（作詞）とのコラボレーション。ボーカロイド初音ミクを起用した。                                                                                              |
| 2013年11月27日             | ATAK020 THE END                                                | MHCL-2404           | 渋谷慶一郎+初音ミク |
| 2015年7月22日              | ATAK022 Live in Paris                                          | SICL-10007          | |
| 2018年                     | ATAK023 Parade for The End of The World                        |                     | |
| 2020年9月25日              | ATAK024 Midnight Swan                                          | ATAK-024            | 「ミッドナイトスワン」（2020年）サウンドトラック |
| 2022年4月27日              | ATAK025 xxxHOLiC                                               | ATAK-025            | 「xxxHOLiC」（2022年）サウンドトラック |
| 2022年9月11日              | ATAK026 Berlin                                                 | ATAK-026            | 配信限定 |

### 配信限定シングル
| 発売日        | タイトル                            | レーベル |
| ------------- | ----------------------------------- | -------- |
| 2016年4月6日  | AVALON                              | ATAK     |
| 2023年6月16日 | I come from the Moon (feat. Alter4) | ATAK     |

### シングル
- サクリファイス feat. 太田莉菜（2012年）菊地成孔との共作詞

### DVD
- ATAK021 Massive Life Flow（2014年）

### 映画
- 青い魚（1999年）
- MONDAY（2000年）
- 死なない子供、荒川修作（2010年）
- セイジ -陸の魚-（2012年）
- 劇場版 SPEC〜天〜（2012年）
- はじまりの記憶 杉本博司（2012年）
- 劇場版 SPEC〜結〜 漸ノ篇/爻ノ篇（2013年）
- ミッドナイトスワン（2020年）
- XXXHOLiC（2022年）
- STARWARS VISIONS (2022年）

### テレビドラマ
- SPEC〜警視庁公安部公安第五課 未詳事件特別対策係事件簿〜シリーズ（TBS）
  - SPEC〜警視庁公安部公安第五課 未詳事件特別対策係事件簿〜（2010年）
  - SPEC〜翔〜（2012年）
  - SPEC〜零〜（2013年）

### CM
- 養命酒製造株式会社「薬用養命酒」（2010年）ウルトラテクノロジスト集団チームラボ（代表 猪子寿之）とコラボレーション
- JR東海「そうだ京都、行こう。」（2016年春）
- メディキュット「きれいの習慣篇」（2020年秋）
- GUCCI「KAGUYA BY GUCCI」（2022年8月）

### 楽曲提供
- 僕だけの君に -（山下智久 アルバム『エロ』収録）（2012年） 作曲 渋谷慶一郎、作詞 綾小路翔

### リミックス参加
リミックスで参加する時は、DJ JIMIHENDRIXXX名義が使われることが多い。
- ハリネズミ -DJ JIMIHENDRIXXX（a.k.a Keiichiro Shibuya）Remix-（2011年）
- AZUMA HITOMI2ndシングル「きらきら」に収録
- DEAR FUTURE remix by DJ JIMIHENDRIXXX（a.k.a.Keiichiro Shibuya） feat.Yui Horie（2011年）
- アニメ「輪るピングドラム」のED曲のリミックス[18]。
- The Night Is Right feat. GIOVANCA - DJ JIMIHENDRIXXX a.k.a.Keiichiro Shibuya Remix-（2011年）
- Cradle Orchestraのリミックスアルバム「ReConstruction Series」に収録

### インスタレーション
- description instability 渋谷慶一郎＋池上高志
- filmachine 渋谷慶一郎＋池上高志
- for maria installation version（2009年）
- for maria anechoic room version（2010年）[19]
渋谷慶一郎＋evalaによる無響室を使った立体音響作品。ICCで展示。

### 劇場作品
- ボーカロイド・オペラ 『THE END』（2012-）[20]
- アンドロイド・オペラ®︎『Scary Beauty』（2018-）[21]
- Buddhist Chant: Shomyo + Electronics 『Heavy Requiem』（2019-）[22]
- 新国立劇場委嘱作品『Super Angels』（2021）
- アンドロイド・オペラ®︎『MIRROR』（2022-）
- アンドロイド、パリでオペラを歌う…６月に上演・作曲は渋谷慶一郎氏 (読売新聞2023年4月25日記事）)

## 出演

### ラジオ
- エレクトロニカの世界 〜渋谷慶一郎の電子音楽マトリックス〜(2010年8月12日、13日、14日、NHK FM)[23]

- エレクトロニカの世界2011 〜渋谷慶一郎の電子音楽マトリックス〜(2011年8月13日、NHK FM)[24]

- エレクトロニカの世界2012 〜渋谷慶一郎の電子音楽マトリックス〜(2012年8月18日、NHK FM)[25]